# Justin Madathiparambil
Justin Alexander Madathiparambil (ur. 6 kwietnia 1972 w Pambanarze) – indyjski duchowny rzymskokatolicki, biskup pomocniczy Vijayapuram od 2024.

## Życiorys

### Prezbiterat
Święcenia kapłańskie przyjął 27 grudnia 1996 i został inkardynowany do diecezji Vijayapuram. Przez dziewięć lat pracował jako duszpasterz parafialny. W latach 2006–2017 pracował we włoskiej diecezji Prato, a po powrocie do kraju został mianowany wikariuszem generalnym diecezji.

### Episkopat
13 stycznia 2024 roku papież Franciszek mianował go biskupem pomocniczym Vijayapuram ze stolicą tytularną Lysinia. Sakry udzielił mu 12 lutego 2024 arcybiskup Sebastian Thekethecheril.